# Caronte & Tourist
La Caronte & Tourist S.p.A. est une compagnie de navigation maritime privée italienne, née de la fusion en 2003 de deux compagnies maritimes historiques italiennes, la calabraise Caronte S.p.A. et le sicilienne Tourist Ferry Boat S.p.A..

## Histoire
La compagnie maritime Caronte a été créée le 19 juin 1965, le jour où le navire "Marina di Scilla" effectue son premier voyage dans le Détroit de Messine de Messine à Reggio de Calabre. En 1968, Tourist Ferry Boat assure la liaison entre Messine et Villa San Giovanni. En 2001, pour répondre à la demande et pour ne pas pénaliser les chauffeurs de TIR dont la durée de conduite est strictement limitée, l'Italie inaugure la première Autoroute de la mer avec la liaison maritime pour camions entre Messine et Salerne. En 2003, les deux société fusionnent et créent la compagnie Caronte & Tourist S.p.A. La présidence du nouvel ensemble est confiée à Elio Matacena.
La compagnie Caronte & Tourist a une filiale, la société de navigation N.G.I. (Navigazione Generale Italiana). La compagnie Caronte & Tourist gère les liaisons maritimes dans le Détroit de Messine entre Villa San Giovanni et Messine avec des ferries de type « bidirectionnels », et entre Messine et Salerne avec la compagnie « Cartour S.r.l. », avec des navires « Ro-Ro Pax » dans le cadre de l'Autoroute de la mer. Avec son associée « New TTT Lines S.r.l. » la compagnie gère depuis 2015 la liaison Catane-Naples. Elle possède également 50 % de la Società Navigazione Siciliana, consortium maritime qui a racheté en avril 2016 la compagnie Siremar.

## La flotte de la compagnie

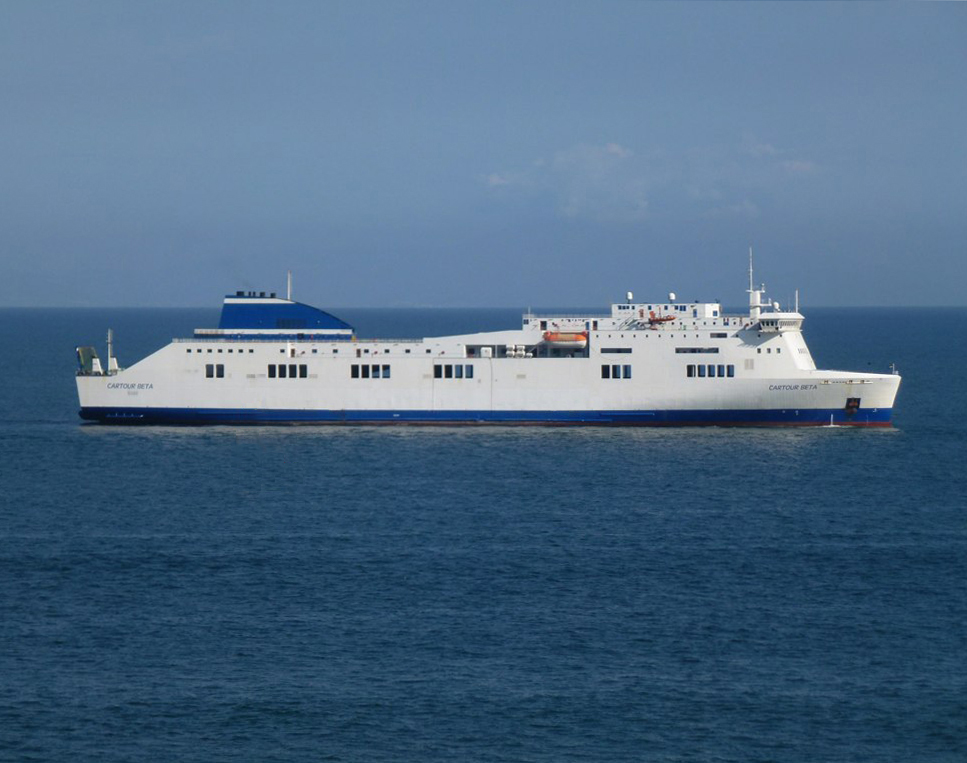
Le ferry Cartour Beta

Le groupe Caronte & Tourist S.p.A. compte 29 navires pouvant transporter des passagers et leurs véhicules personnels, des camions lourds de marchandises, camions porteurs avec remorques et semi-remorques.
En juin 2013, le navire "Cartour Epsilon" était en service pour le compte de la compagnie Grandi Navi Veloci.